# Blacken (ballad)
Blacken (klassifikation: SMB 8, TSB A 25) är en naturmytisk balladtyp som finns upptecknad i Sveriges Medeltida Ballader i två varianter, en från 1678 (efter Ingierd Gunnarsdotter) och en från 1812; den senare med melodi.

## Handling
Hästen Blacken ratar stall och hö och vill hellre umgås med människor. Kungen reser ifrån Blacken, över till Island eller över ett femtiomilasund, men Blacken simmar efter och kommer döende i land. Kungen skulle ge Blacken en begravning som anstår en högreståndsmänniska, om det inte vore för vad folk skulle säga.

## Paralleller på andra språk
Balladtypen finns också på danska (DgF 63) och norska.